# مشكلة في المتجر (فلم)
مشكلة في المتجر (بالإنجليزية: Trouble in Store) فيلم كوميدي بريطاني لعام 1953، من إخراج جون بادي كارستيرز، وبطولة نورمان ويزدوم  كموظف في متجر متعدد الأقسام  في أول ظهور له في السينما. فاز نورمان ويزدوم ضمن جوائز الأكاديمية البريطانية للأفلام لأفضل ممثل جديد واعد. حطم الفيلم الأرقام القياسية في شباك التذاكر في 51 من أصل 67 دور سينما في لندن تم عرضه بها.

## طاقم التمثيل
نورمان ويزدوم: في دور نورمان
لانا موريس: في دور سالي ويلسون
مويرا ليستر: في دور بيغي درو
جيري ديسموند: في دور أوغسطس فريمان
ديريك بوند: في دور جيرالد
مارجريت رذرفورد: في دور ملكة جمال بيكون السارقة
ميج جنكينز: في دور الآنسة جيبسون (الصديق المخلص لنورمان في المتجر)
مايكل برينان: في دور ديفيس
مايكل وارد: في دور ويلبر
جوان سيمز: في دور إدنا
إسما كانون: في دور امرأة في المقهى

## أحداث الفيلم
يعمل نورمان (نورمان ويزدوم)، كاتب متواضع في متجر بوريدج متعدد الأقسام، ويقع في حب موظفة بالمتجر، سالي ويلسون (لانا موريس)، ولكنه لم يكن قادرًا على استجماع شجاعته ليصارحها بحبه. ينال نورمان عداوة رئيس المتجر الجديد، أوغسطس فريمان (جيري ديسموند)، الذي يفصله من العمل على الفور، وفي طريقه لمغادرة المتجر، يساعد نورمان الآنسة بيكون (مارجريت رذرفورد) في حمل حقائبها المنتفخة، غير مدرك أنها سارقة. يشاهد فريمان ما يحدث، ونورمان يساعد «العميلة» ويعيد تعيينه.
تغازل بيغي درو (مويرا ليستر)، مديرة شؤون الموظفين في المتجر، السيد فريمان، بينما تتآمر مع صديقها جيرالد (ديريك بوند) لسرقة المكان. يتم طرد نورمان وإعادة توظيفه مرارًا وتكرارًا، حيث تتمكن مغامراته بطريقة ما من إفادة المتجر. يتعرف نورمان أخيرًا على سالي، ويطاردها في شوارع المدينة لإعادة حقيبة يدها، وتضحك سالي من تصرفاته الغريبة. يشعر نورمان بالقلق بعد طرده الأخير، ويجد جيرالد الشاب الوسيم اللطيف يحاول التعرف على سالي بشكل أفضل. يذهب نورمان إلى بيت جيرالد ليحذره، ويطلب منه الابتعاد عن سالي، ويكشف نورمان عن غير قصد مؤامرة السرقة، المقرر أن تتزامن مع صفقة بيع كبيرة في اليوم التالي. يفشل نورمان في إقناع سالي أو أي شخص آخر يأخذه على محمل الجد. تقرر سالي في النهاية لفت انتباه الإدارة إلى قصة نورمان، لكنها تخبر الشخص الخطأ، الآنسة درو. تتحد جهود نورمان وسالي معا لكشف اللصوص. يعيد فريمان نورمان إلى عمله... لكن ليس لوقت طويل.

## إنتاج وصدور الفيلم
كتبت المخرجة وكاتبة السيناريو البريطانية جيل كريجي المسودة الأولى لنص الفيلم، لكنها طلبت إزالة اسمها من قائمة العاملين بالفيلم بعد أن علمت بمشاركة الممثل الصاعد نورمان ويزدوم في العمل.
صدر الفيلم إلى دور العرض البريطانية في 14 ديسمبر 1953، ثم صدر تباعاً من هذا التاريخ وحتى (21 مارس 1956) في أيرلندا، والنمسا، وإيطاليا، والبرتغال، والسويد، وفرنسا، وجنوب أفريقيا، وفنلندا، واليابان، والدنمارك، وألمانيا، وسلوفانيا، والولايات المتحدة، وإيران، وصدر في ألمانيا الشرقية بتاريخ 7 يوليو 1985.

## استقبال الفيلم
كان الفيلم ثاني أكثر الأفلام شهرة في شباك التذاكر البريطاني عام 1954.
كتب مراجع الديلي ميرور عن الفيلم: «إذا لم تضحك على تصرفات نورمان الغريبة كعامل مضطهد في متجر كبير، في محاولة للحصول على ترقيته من كاتب إلى منسق نافذة المتجر، فهناك شيء خاطئ في إحساسك بالمرح».
كتبت نشرة الفيلم الشهرية التابعة لمعهد الفيلم البريطاني: «يقدم نورمان ويزدوم إلى الشاشة شخصيته المسرحية المعروفة،» الرجل الصغير ضد العالم«التي تعتمد دائماً على سيناريو من الدرجة الأولى، وهو ما يفتقر إليه في هذا الفيلم».
كتب الناقد والمحرر الفني الأمريكي دينيس شوارتز على موقعه في 14 مايو 2009: «كوميديا تهريجية بريطانية تمثل أول ظهور للممثل الكوميدي نورمان ويزدوم»، ومنح الفيلم درجة (سي +).
كتب نيكولاس بوتي على الموقع الفرنسي «سينما دو ريان» بتاريخ 7 يناير 2019: «فيلم كوميدي أنيق يعتمد بشكل كبير على طاقة الممثل الرئيسي، الذي يطور شخصية الأحمق الأخرق، إنه يفرط في اللعب، والتشهير، والإيماءات، ومغامراته الفاسدة، إنه مثل الإنجليزي جيري لويس. يتقاعد نورمان ويزدم من التصوير السينمائي في عام 1969، ويعود إلى الشاشة الكبيرة مرة واحدة في دوره الوحيد الغير كوميدي على الشاشة في فيلم» اسم اللعبة" عام 1992، وعلى الرغم من شعبيته البريطانية، ظل ويزدم غير معروف إلى حد كبير خارج الحدود البريطانية، إلا بشكل مفاجئ في ألبانيا".
كتب موقع فوستر اون فيلم: «طلبت كاتبة السيناريو إزالة اسمها من قائمة العاملين بالفيلم عندما علمت أن البطولة تم إسنادها لنورمان ويزدوم... وكان منطقها واضحًا للجميع عند مشاهدة الفيلم... كان من الممكن أن يصبح الفيلم بمثابة إدخال آخر جدير بالاهتمام في إحدى حركات الأفلام الكوميدية العظيمة. ولكن كما هو.. عليك أن تتخطاه».

## روابط خارجية
- مقالات تستعمل روابط فنية بلا صلة مع ويكي بيانات